# Matria (película)
Matria es una película gallega de 2023 dirigida por Álvaro Gago (en su debut como director de largometraje) y protagonizada por María Vázquez. Fue rodada en lengua gallega.

## Sinopsis
Ambientada en un pueblo pesquero gallego, la trama sigue la difícil situación de Ramona, una mujer trabajadora que lucha por mantenerse a flote.Según María Vázquez, "Matria refleja la vida de mujeres muy fuertes y poderosas, pero con poca autoestima. Mantienen la industria en la zona de las Rías Bajas y también se ocupan de su familia y de la de los demás para poder trabajar".

## Personajes
- María Vázquez como Ramona [3]
- Santi Prego como Andrés [3]
- Soraya Luaces como Estrella [3]
- E.R. Cunha"Tatán" como Xosé [3]
- Susana Sampedro como Carme [3]

## Producción
La historia está basada en la vida de Francisca Iglesias, una mujer que cuidaba al abuelo de Gago y que protagonizó el cortometraje homónimo de Gago.María Vázquez asumió el papel principal (Ramona) del largometraje, interpretando una versión más joven del personaje.Francisca Iglesias juega un papel menor en la película.La película fue producida por Matruska Producciones de Pontevedra, Avalon PC de Madrid, Elastica Films de Valencia y Ringo Media de Barcelona. Rodada íntegramente en lengua gallega, María Vázquez (que creció en la provincia de Lugo) se enfrentó al reto de adaptar su gallego a la variedad de las Rías Bajas.

## Estreno
La película se estrenó el 17 de febrero de 2023 en la 73.ª edición del Festival Internacional de Cine de Berlín y fue proyectada en la sección Panorama del festival. Se estrenó en cines de España el 24 de marzo de 2023.

## Acogida
Jonathan Holland, de ScreenDaily, advirtió que "cualquiera que busque una historia valiente, contra todo pronóstico, contada a través de los ojos de una víctima de la injusticia, ha llegado al lugar equivocado", y destacó que una de las virtudes clave de la película es que la protagonista "es falible y autodestructiva". 
Marta Balaga de Cineuropa consideró que la película es "una buena visión del cine social", y que tiene una protagonista [Ramona] que "parece real y 'divertida' de seguir, aunque te quedes sin aliento".

## Premios y nominaciones
| Año  | Ceremonia                                  | Categoría                                  | Galardonado   | Resultado |
| ---- | ------------------------------------------ | ------------------------------------------ | ------------- | --------- |
| 2023 | 26ª edición del Festival de Cine de Málaga | Biznaga de Plata a la mejor actriz         | María Vázquez | Ganadora  |
| 2024 | XXXVIII Premios Goya                       | Mejor interpretación femenina protagonista | María Vázquez | Nominada  |
| 2024 | XXXVIII Premios Goya                       | Mejor dirección novel                      | Álvaro Gago   | Nominado  |
| 2024 | XI Premios Feroz                           | Mejor actriz protagonista                  | María Vázquez | Nominada  |